# Furth
Furth település Németországban, azon belül Bajorországban. Lakosainak száma 3647 fő (2023. december 31.). Furth Weihmichl és Ergolding községekkel határos.

## Népesség
A település népessége az elmúlt években az alábbi módon változott:
| Lakosok száma | 449  | 996  | 1476 | 2154 | 3469 | 3491 | 3494 | 3510 | 3652 | 3647 |
|               | 1875 | 1950 | 1975 | 1987 | 2012 | 2014 | 2016 | 2017 | 2021 | 2023 |